# Drood
Cet article concerne une comédie musicale. Pour le roman de Dan Simmons, voir Drood (roman). Pour le roman de Charles Dickens, voir Le Mystère d'Edwin Drood.
Drood ou The Mystery of Edwin Drood est une comédie musicale basée sur le roman inachevé de Charles Dickens ; Le Mystère d'Edwin Drood. L'adaptation a été faite par Rupert Holmes et fut la première comédie musicale de Broadway avec plusieurs fins possibles (déterminé par le vote des spectateurs). Holmes fut récompensé d'un Tony Awards pour le livret et la bande originale du spectacle.
La production originale débute en août 1985 au New York Shakespeare Festival. Après quelques améliorations, elle est transférée à Broadway où elle est jouée jusqu'en mai 1987. Deux tournées nationales et une production londonienne suivent. La Roundabout Theatre Company reprend la comédie musicale en 2012 sous le titre The Mystery of Edwin Drood.

## Productions
La comédie musicale Drood est dérivé de deux grandes inspirations : le roman inachevé de Charles Dickens Le Mystère d'Edwin Drood, et la tradition britannique pour le pantomime et le music-hall qui ont atteint l'apogée de leur popularité dans les années qui ont suivi la mort de Dickens.
Le roman de Dickens The Mystery of Edwin Drood, resté inachevé à la suite de la mort soudaine de son auteur a été publié en 1870 et est devenu dès lors une curiosité littéraire. L'absence de notes sur la suite de l'intrigue n'ont jamais permis de connaitre la fin imaginée par Dickens. De nombreux auteurs et dramaturges (y compris le propre fils de Dickens) tentèrent de résoudre l'histoire avec leurs propres fins. Avant la création de cette comédie musicale, le roman avait inspiré plusieurs adaptations cinématographiques.

## Numéros musicaux
| Acte I - "There You Are" – Chairman avec Angela, Deirdre, Alice, Clive et la troupe - "A Man Could Go Quite Mad" – Jasper - "Two Kinsmen" – Jasper et Drood - "Moonfall" – Rosa - "Moonfall Quartet" – Rosa, Helena, Alice et Beatrice - "The Wages of Sin" – Puffer - "Jasper's Vision" – Dream Ballet* - "Ceylon" – Drood, Rosa, Helena, Neville et la troupe - "A British Subject" - Drood, Rosa, Helena, Nevilla, Crisparkle et la troupe - "Both Sides of the Coin" – Sapsea et Jasper - "Perfect Strangers" – Rosa et Drood - "No Good Can Come from Bad" – Jasper, Rosa, Drood, Neville, Helena, Crisparkle et Waiter - "Never the Luck" – Bax / Bazzard et la troupe - "The Name of Love" / "Moonfall" – Jasper, Rosa et la troupe | Acte II - "An English Music Hall" - Chairman et la troupe - "Settling Up the Score" – Puffer, Datchery et la troupe - "Off to the Races" – Sapsea, Durdles, Deputy et la troupe - "Don't Quit While You're Ahead" – Puffer, Datchery et la troupe - "Don't Quit While You're Ahead" (Reprise) – La troupe* - "Settling Up the Score" (Reprise) – Chairman, suspects et la troupe* - "The Garden Path to Hell" – Puffer - "Puffer's Revelation" – Puffer* - "Out on a Limerick" – Datcherys - "Jasper's Confession" – Jasper - "Murderer's Confession" - "Perfect Strangers" (Reprise)* - "The Writing on the Wall" – Drood et la troupe |

* N'est pas inclus sur l'enregistrement original

## Récompenses et nominations

### Production originale de Broadway
| Année | Récompense       | Catégorie                                               | Proposé                    | Résultat   |
| ----- | ---------------- | ------------------------------------------------------- | -------------------------- | ---------- |
| 1986  | Tony Award       | Meilleure comédie musicale                              | Meilleure comédie musicale | Lauréat    |
| 1986  | Tony Award       | Meilleur livret de comédie musicale                     | Rupert Holmes              | Lauréat    |
| 1986  | Tony Award       | Meilleure partition originale                           | Rupert Holmes              | Lauréat    |
| 1986  | Tony Award       | Meilleur acteur dans une comédie musicale               | George Rose                | Lauréat    |
| 1986  | Tony Award       | Meilleure actrice dans une comédie musicale             | Cleo Laine                 | Nomination |
| 1986  | Tony Award       | Meilleur second rôle masculin dans une comédie musicale | John Herrera               | Nomination |
| 1986  | Tony Award       | Meilleur second rôle masculin dans une comédie musicale | Howard McGillin            | Nomination |
| 1986  | Tony Award       | Meilleur second rôle féminin dans une comédie musicale  | Patti Cohenour             | Nomination |
| 1986  | Tony Award       | Meilleur second rôle féminin dans une comédie musicale  | Jana Schneider             | Nomination |
| 1986  | Tony Award       | Best Direction of a Musical                             | Wilford Leach              | Lauréat    |
| 1986  | Tony Award       | Meilleure chorégraphie                                  | Graciela Daniele           | Nomination |
| 1986  | Drama Desk Award | Outstanding Musical                                     | Outstanding Musical        | Lauréat    |
| 1986  | Drama Desk Award | Outstanding Book of a Musical                           | Rupert Holmes              | Lauréat    |
| 1986  | Drama Desk Award | Outstanding Actor in a Musical                          | George Rose                | Lauréat    |
| 1986  | Drama Desk Award | Outstanding Actor in a Musical                          | Howard McGillin            | Nomination |
| 1986  | Drama Desk Award | Outstanding Actress in a Musical                        | Cleo Laine                 | Nomination |
| 1986  | Drama Desk Award | Outstanding Actress in a Musical                        | Patti Cohenour             | Nomination |
| 1986  | Drama Desk Award | Outstanding Featured Actor in a Musical                 | Joe Grifasi                | Nomination |
| 1986  | Drama Desk Award | Outstanding Featured Actress in a Musical               | Jana Schneider             | Lauréat    |
| 1986  | Drama Desk Award | Outstanding Director of a Musical                       | Wilford Leach              | Lauréat    |
| 1986  | Drama Desk Award | Outstanding Lyrics                                      | Rupert Holmes              | Lauréat    |
| 1986  | Drama Desk Award | Outstanding Music                                       | Rupert Holmes              | Lauréat    |
| 1986  | Drama Desk Award | Outstanding Orchestrations                              | Rupert Holmes              | Lauréat    |
| 1986  | Drama Desk Award | Outstanding Set Design                                  | Bob Shaw                   | Nomination |
| 1986  | Drama Desk Award | Outstanding Costume Design                              | Lindsay Davis              | Lauréat    |
| 1986  | Drama Desk Award | Outstanding Lighting Design                             | Paul Gallo                 | Nomination |

### Reprise à Broadway (2012)
| Année | Récompense       | Catégorie                                         | Proposé                          | Résultat   |
| ----- | ---------------- | ------------------------------------------------- | -------------------------------- | ---------- |
| 2013  | Drama Desk Award | Outstanding Revival of a Musical                  | Outstanding Revival of a Musical | Nomination |
| 2013  | Drama Desk Award | Outstanding Actor in a Musical                    | Jim Norton                       | Nomination |
| 2013  | Drama Desk Award | Outstanding Actress in a Musical                  | Stephanie J. Block               | Nomination |
| 2013  | Drama Desk Award | Outstanding Featured Actor in a Musical           | Andy Karl                        | Nomination |
| 2013  | Drama Desk Award | Outstanding Featured Actress in a Musical         | Jessie Mueller                   | Nomination |
| 2013  | Drama Desk Award | Outstanding Set Design                            | Anna Louizos                     | Nomination |
| 2013  | Drama Desk Award | Outstanding Sound Design                          | Tony Meola                       | Lauréat    |
| 2013  | Tony Awards      | Best Revival of a Musical                         | Best Revival of a Musical        | Nomination |
| 2013  | Tony Awards      | Meilleure actrice dans une comédie musicale       | Stephanie J. Block               | Nomination |
| 2013  | Tony Awards      | Best Performance by a Featured Actor in a Musical | Will Chase                       | Nomination |
| 2013  | Tony Awards      | Best Direction of a Musical                       | Scott Ellis                      | Nomination |
| 2013  | Tony Awards      | Best Scenic Design of a Musical                   | Anna Louizos                     | Nomination |